# Alcyonium catalai
Alcyonium catalai is een zachte koraalsoort uit de familie Alcyoniidae. De koraalsoort komt uit het geslacht Alcyonium. Alcyonium catalai werd in 1970 voor het eerst wetenschappelijk beschreven door Tixier-Durivault. 